# Francesca Mari
Francesca Mari (Roma, 30 marzo 1983) è un'ex pallavolista italiana, di ruolo palleggiatrice.

## Palmarès

### Club
- Campionato italiano: 1

2009-10
- Supercoppa italiana: 2

2009, 2010